# 川勝広致
川勝 広致（かわかつ ひろゆき）は、江戸時代中期の旗本。秀氏流川勝家（本家）の9代当主。

## 生涯
安永3年（1774年）、妻木頼栄の六男として江戸に生まれ、後に川勝広品の婿養子となった。寛政3年（1791年）5月6日、義父広品の死去により家督（丹波内2,570石余）を継ぎ、小普請となった。
その後、的を射て時服2領を給わった。
寛政8年（1796年）4月16日、23歳で早世した。5年足らずの当主で、無役のままで生涯を終えた。家督は嫡男の広業が継いだ。